# Gralha-cinzenta
Gralha-cinzenta (Corvus cornix) é uma ave da família Corvidae (corvos)

## Características
- Comprimento: 47 cm
- Envergadura: 84 a 100 cm
- Peso: 450 a 600 g
- Longevidade:

## Distribuição
Pode ser encontrada no Norte da Europa e na zona oriental do continente europeu bem como na parte ocidental do continente asiático.

## Habitat
Normalmente habita em zonas de bosques pouco arborizados que tenham nas suas imediações zonas que proporcionem alimentação abundante. São ainda bastante frequentes em campos agrícolas e parques de cidades. No Inverno, gosta de lixeiras e prolifera com facilidade em zonas influenciadas pela acção humana.

## Reprodução

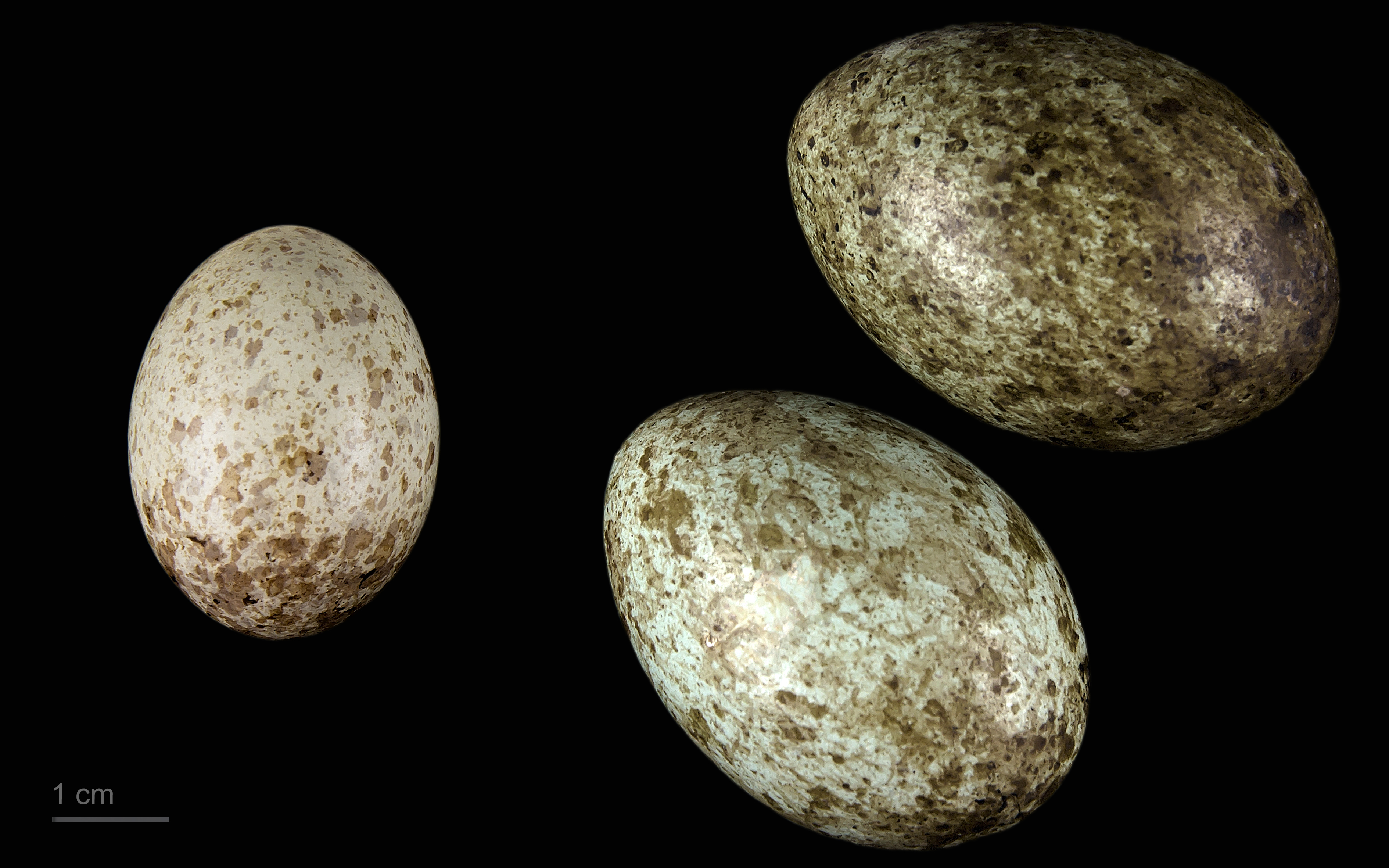
Clamator glandarius em um ninho de Corvus cornix - MHNT

A gralha-cinzenta vive em acasalamento permanente. O ninho, normalmente isolado, situado em árvores ou arbustos de baixa altitude ou em falésias nas zonas marítimas, é construído pelos dois membros do casal. A sua construcção é feita à base de ramos e raízes misturados com barro sendo o  seu interior forrado com lã e crinas.
A postura é de 4 a 6 ovos e ocorre durante os meses de Abril e Maio. A incubação é assegurada exclusivamente pela fêmea durante os 18 a 21 dias que dura o período de choco. As crias são alimentadas por ambos os pais e abandonam o ninho com 32 dias de idade.

## Alimentação
A gralha-cinzenta é uma ave omnívora caracterizada por uma alimentação muito variada. Alimentando-se de aves de menores dimensões, de cadáveres de outros animais, de pequenos mamíferos, insectos, caracóis, lagartos, rãs, vermes e outros invertebrados. Fazem ainda parte da su alimentação: frutas, cereais, bagas e resto de comida humana, em zonas urbanas. Pode ainda atacar ninhos para comer os ovos ou as crias.

## Galeria

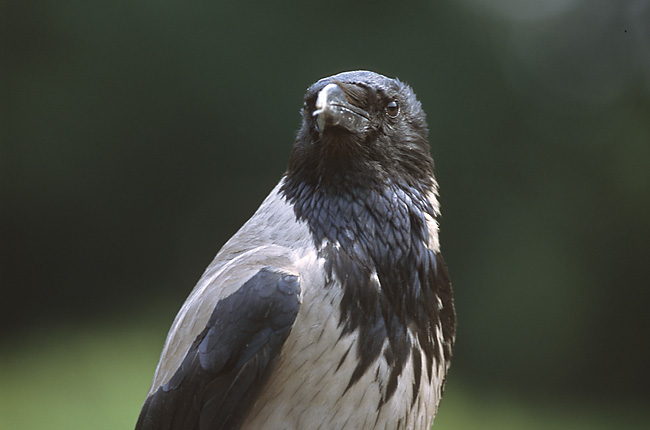
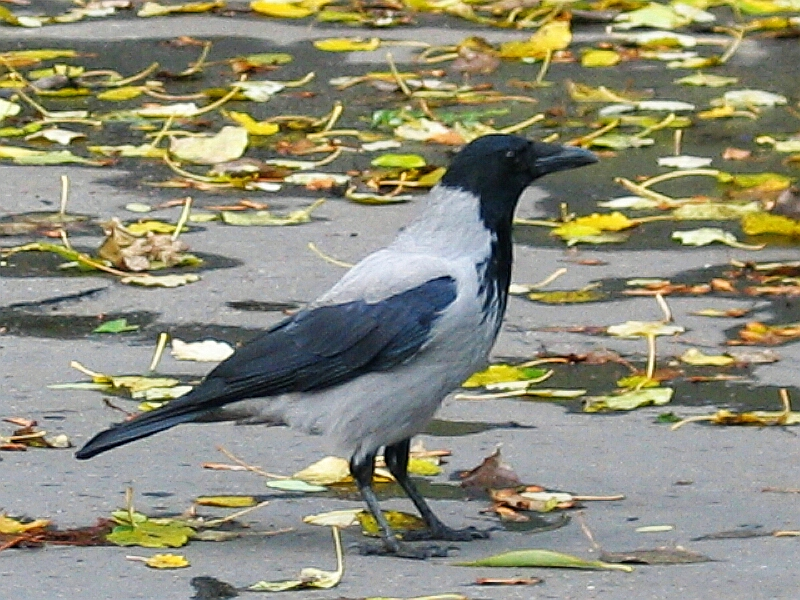
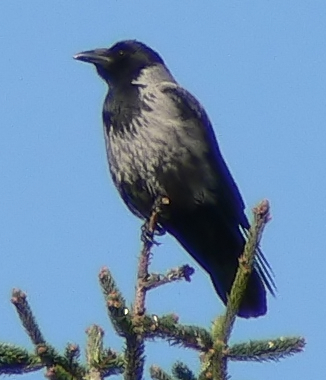
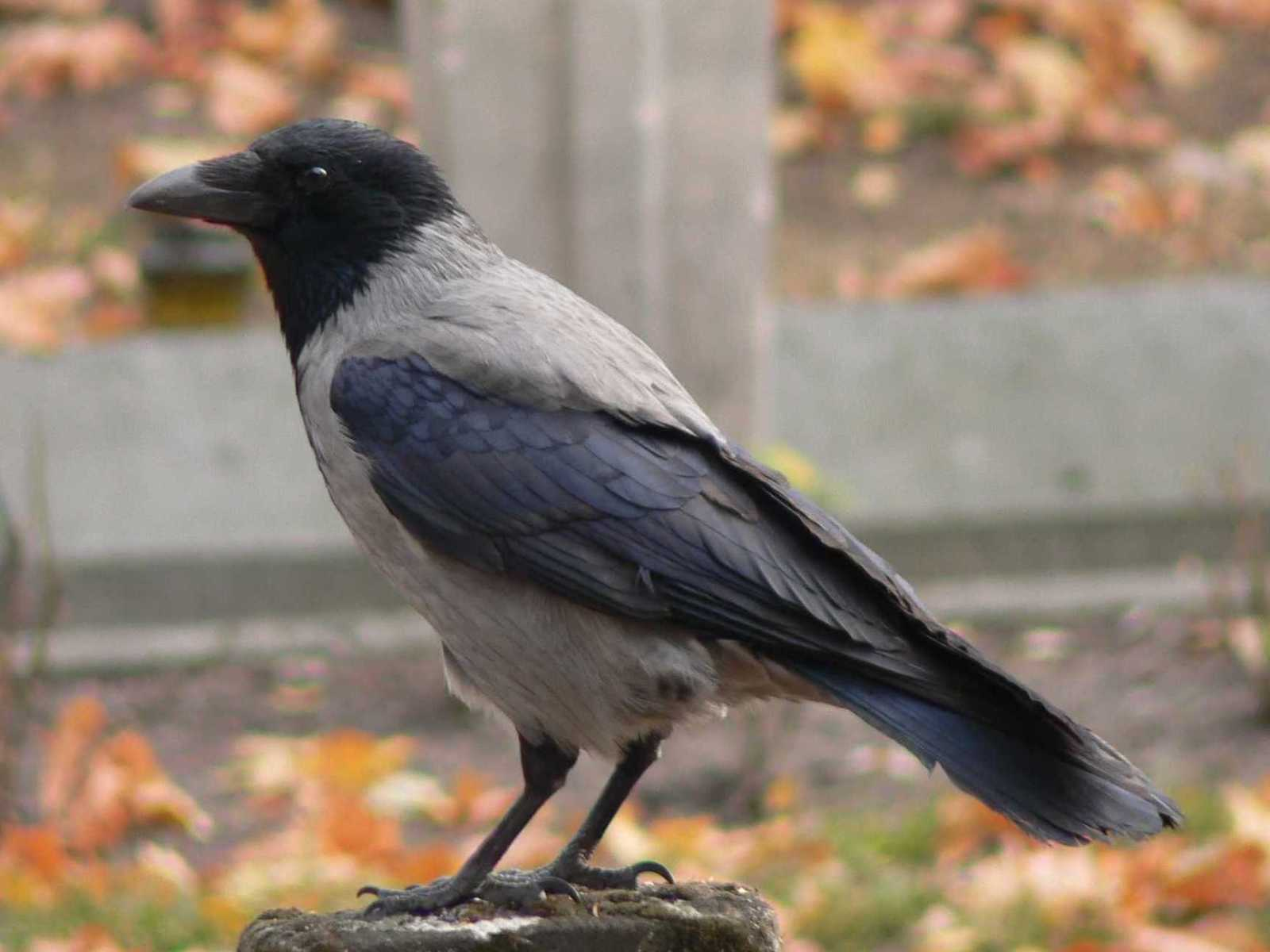

## Subespécies
- C. cornix cornix
- C. cornix sardonius
- C. cornix sharpii
- C. cornix pallescens
- C. cornix capellanus